# Poetsvissen

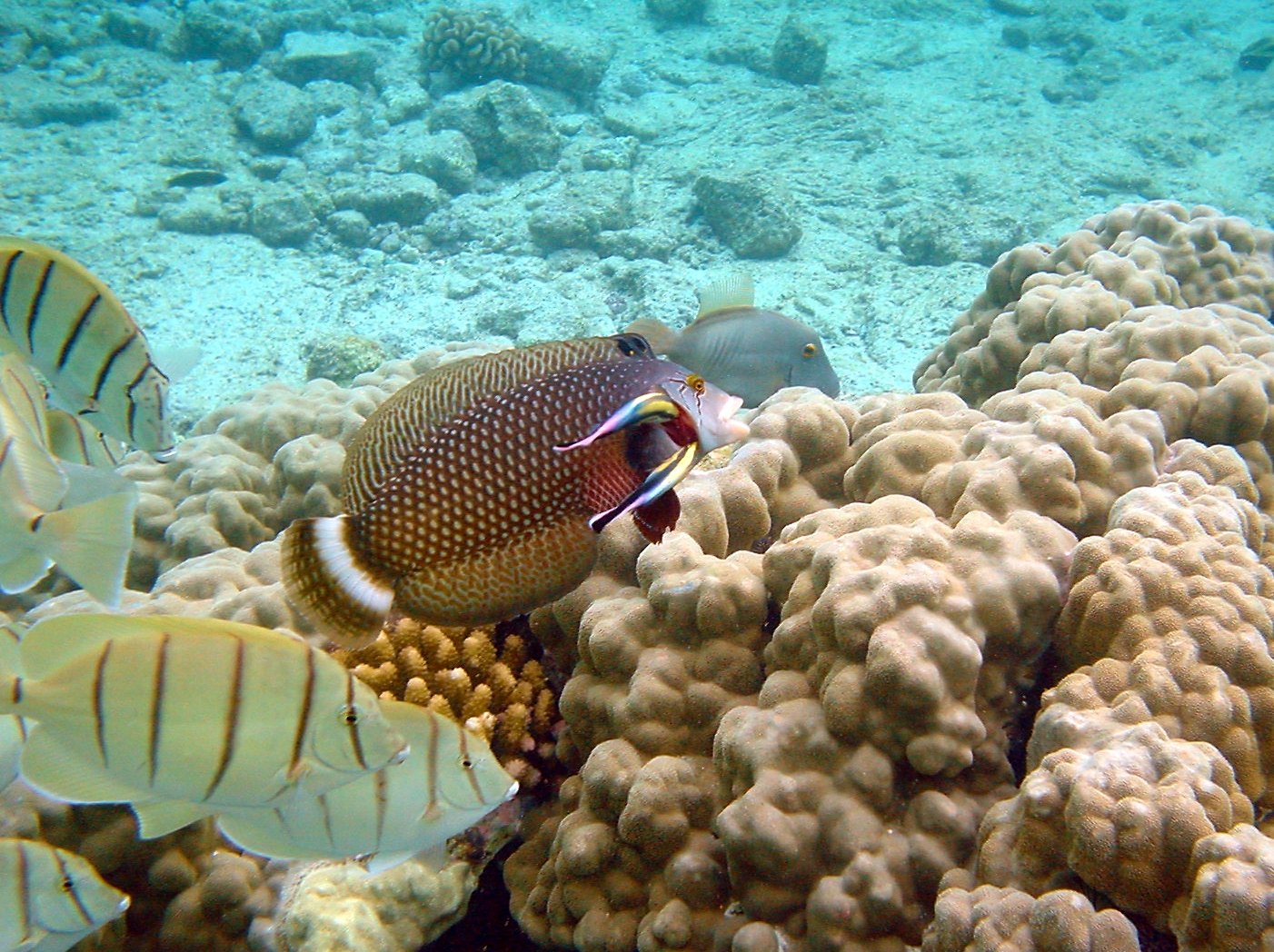
Een poetsstation op een koraalrif

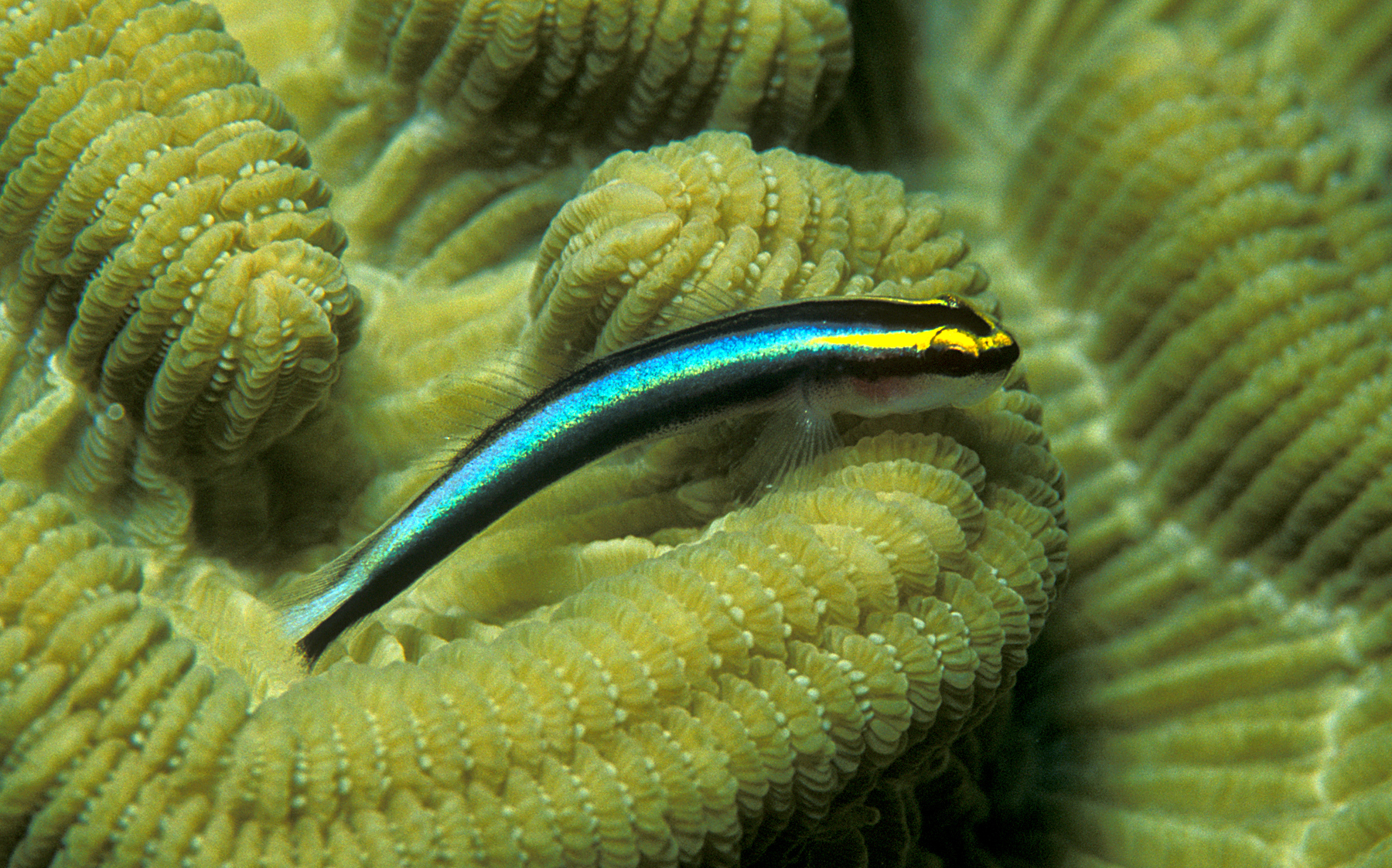
De Caraïbische poetsvis, Elacatinus evelynae

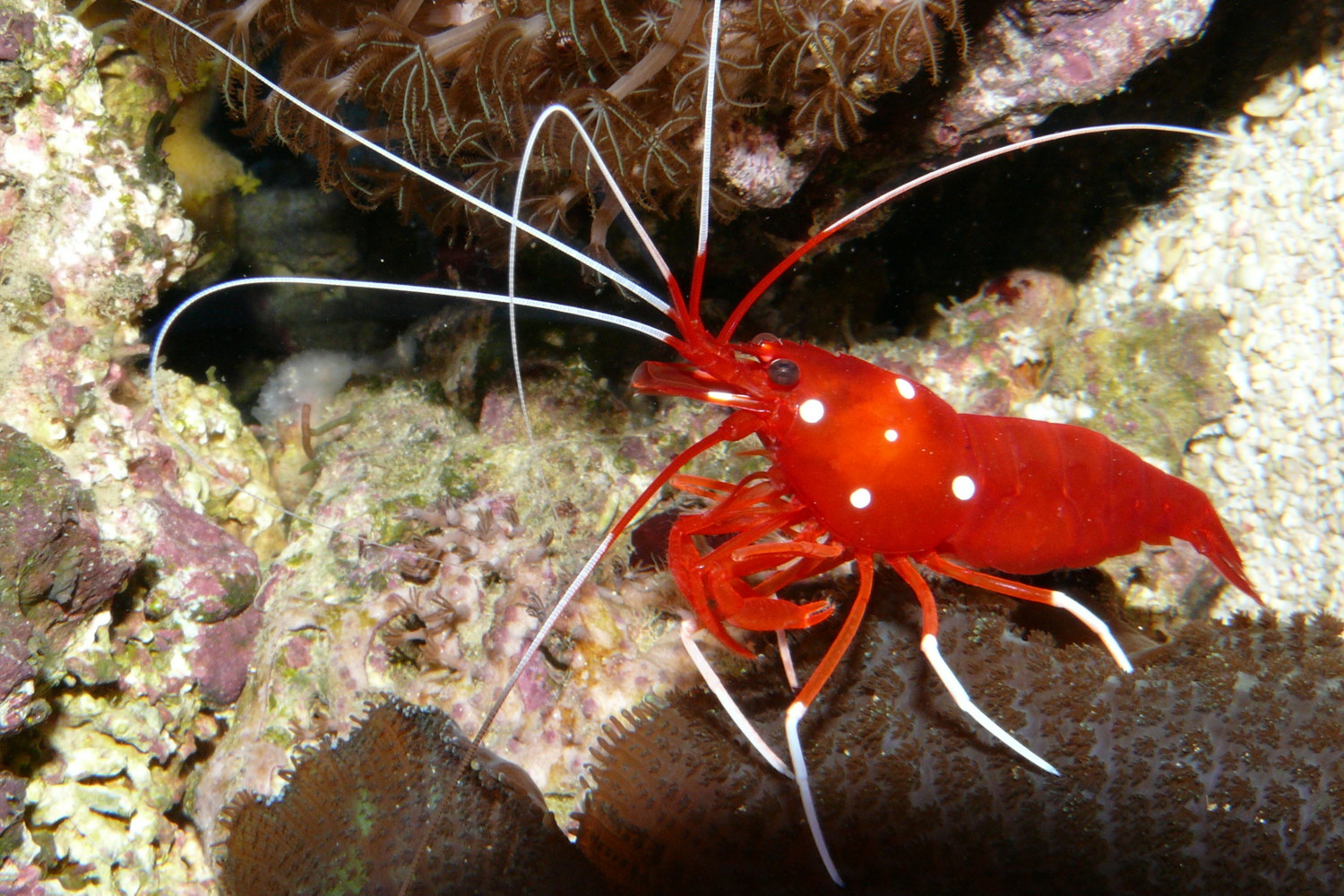
Een poetsgarnaal Lysmata debelius

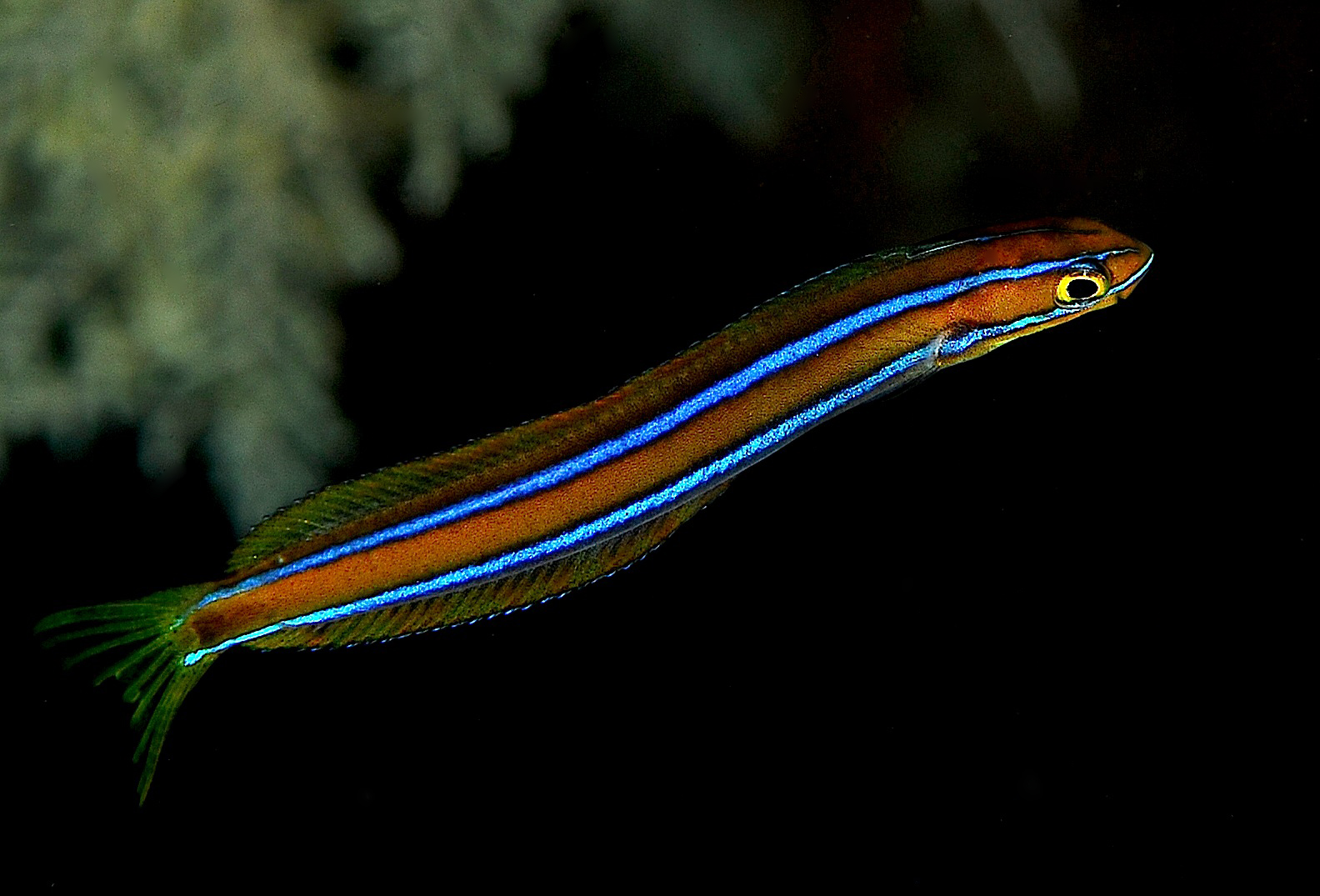
Plagiotremus rhinorhynchos, een sabeltandslijmvis die tijdens het poetsen vissen verwondt

Poetsvissen zijn vissen die andere vissen helpen door het verwijderen van restanten dode huid en parasieten, en het reinigen van huidwonden. Het betreft hier een samenspel (symbiose) waarvan beide partijen profiteren, hetgeen aangeduid wordt als mutualisme. Poetsvissen hebben een grote betekenis voor het welzijn van vissen op koraalriffen, maar voor een deel ook voor vissen in meer noordelijke zeeën zoals de Middellandse Zee.

## Poetsstations en poetsgedrag
Poetsvissen bevinden zich op speciale plekken, de zogeheten poetsstations, waar zijn hun diensten meestal paarsgewijs verrichten. Vaak vindt men deze poetsstations  op formaties van hersenkoraal. Op deze stations geven vissen die gepoetst willen worden dit aan door een bepaalde zwembeweging, of door een specifieke lichaamshouding zoals een verticale positie. De gastheer (poetsvis) ‘weet’ dan dat er weer een klant wacht. Ook de poetser kan een signaal afgeven, zoals een snel op en neer wippende  beweging. De gepoetste vissen lijken  gedurende het poetsen in een soort ‘trance’ te geraken, waarbij zij naar beneden zinken en de vinnen gespreid houden.  De poetsvis gaat grondig te werk,  en reinigt niet alleen  het lichaamsoppervlak, maar ook de openstaande kieuwen en bek met tanden, door hierin naar binnen te zwemmen.  Duikwaarnemers hebben vastgesteld dat op drukbezochte poetsstations een poetsvis overdag wel 300 klanten kan afwerken. Gewonde of zieke vissen bleken zich op een dag meermaals te laten behandelen.

## Soorten
Er bestaan vele soorten poetsvissen. De meeste soorten zijn  poetslipvissen (zoals Labroides dimidiatus en Labroides bicolor) of poetsgrondels (zoals Gobiosoma evelynae, Gobiosoma genie en Gobiosoma oceanops). Ook bestaan er garnalen (de poetsgarnalen) die poetsen (zoals Lysmata grabhami, Periclimenes pedersoni en Leandrites cyrtorhynchus), en vissen die niet "officieel" behoren tot de categorie van poetsvissen, maar "parttime" poetsdiensten verlenen. Deze bezetten meestal niet de vaste poetsstations, en zijn ook niet uitsluitend afhankelijk van de parasieten van hun gastheer, zoals bij de echte poetsvissen wél het geval is. Deze parttimers zijn vaak de jonge exemplaren van keizersvissen, koraalvlinders en wimpelvissen.

## Valse poetsvis
Er bestaat ook een zogeheten "valse poetsvis" (Aspidontus taeniatus). Dit is geen lipvis maar een lid van de familie van slijmvissen die qua kleurpatroon en zwembewegingen de echte poetslipvis (Labroides dimidiatus) perfect nabootst. Hij kan daardoor de gastheer dicht benaderen, om vervolgens stukjes gezonde vinhuid, slijm of schubben weg te happen, en dan snel weer weg te zwemmen. De gastheer reageert daar meestal geïrriteerd op. Vooral jongere vissen zijn hiervan het slachtoffer, hetgeen zou kunnen betekenen dat de oudere vissen het bedrog hebben leren doorgronden. Valse poetsvissen  zijn een onderfamilie van de sabeltandslijmvissen, die beschikken over goed ontwikkelde hoektanden en een zwemblaas.
Andere soorten zijn Plagiotremus runula, die zijn aanvallen meestal richt op de ogen van zijn slachtoffers en Plagiotremus rhinorhynchos.

## Referentie
- F. de Graaf. Leven onder water. Terra, Zutphen. ISBN 90 62559042.